# Liste der Museen in München

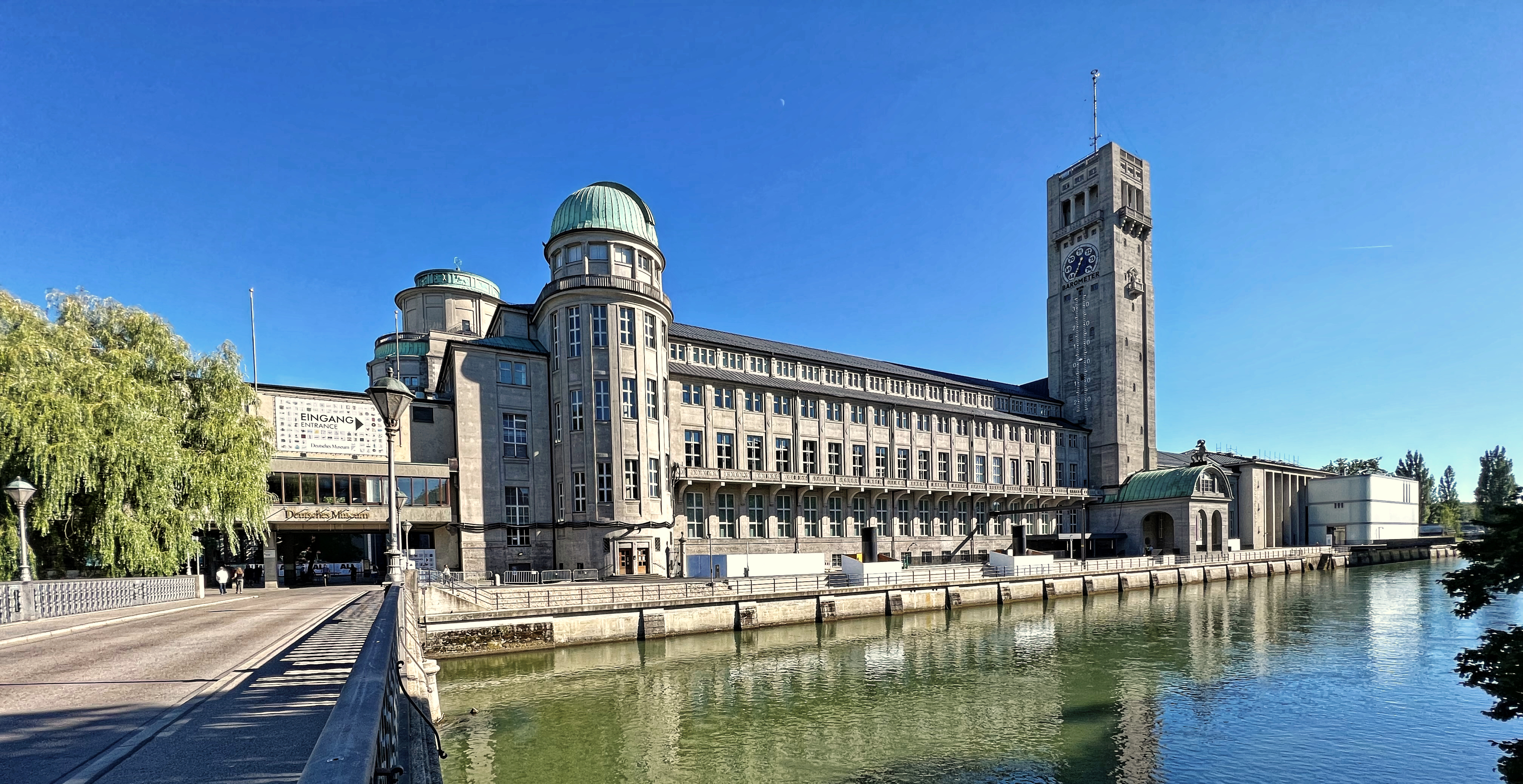
Deutsches Museum, 2022, größtes Technik-Museum der Welt

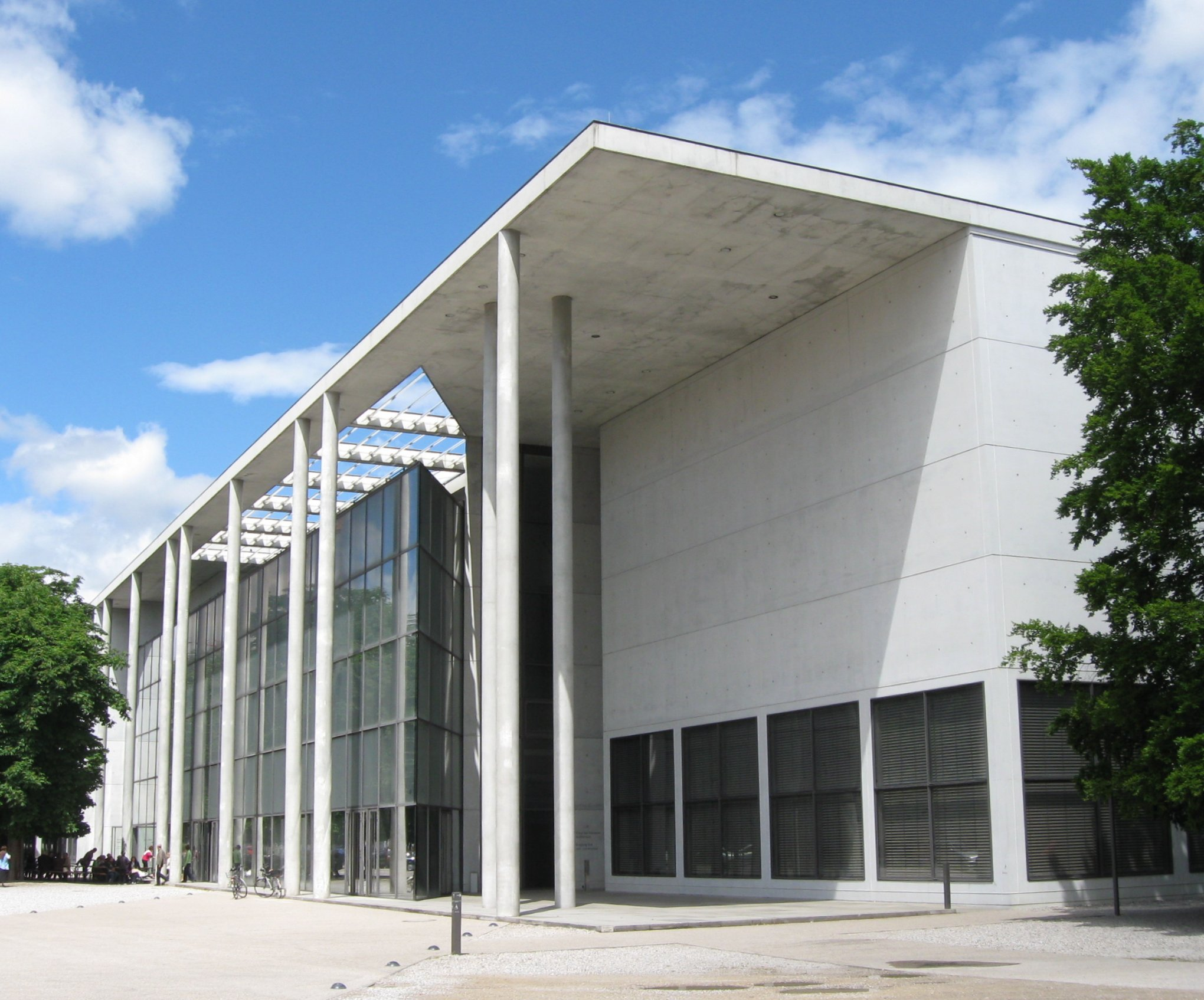
Die Pinakothek der Moderne im Kunstareal

Die Liste der Museen in München gibt einen Überblick über die Museumslandschaft in der kreisfreien Stadt München in Bayern.

## Einführung
München gehört zu den bedeutendsten Museumsstandorten im deutschsprachigen Raum. Einige international beachtete Sammlungen und Museen haben dort ihren Sitz. Dazu gehört beispielsweise die 2002 eröffnete Pinakothek der Moderne, der größte Museumsneubau in München seit der Eröffnung der Neuen Pinakothek Anfang der 1980er Jahre, oder das Deutsche Museum als größtes Technikmuseum der Welt. Das Hauptgebäude des Deutschen Museums auf der Museumsinsel ist zugleich mit etwa einer Million Besuchern pro Jahr das mit Abstand meistbesuchte Museum Münchens.
Neben den großen, meist staatlichen Einrichtungen bereichern diverse kleine Museen die Münchner Kulturlandschaft, von denen sich einige mit Münchner Brauchtum und Geschichte beschäftigen. So beleuchtet das Bier- und Oktoberfestmuseum die Geschichte der Münchner Brauereien und des jährlich auf der Theresienwiese stattfindenden Oktoberfestes. Das Üblacker-Häusl in Haidhausen beschäftigt sich mit der Wohnsituation der Bevölkerung des Stadtteils im 18. Jahrhundert.
Die meisten Museen werden von der öffentlichen Hand, vor allem vom Freistaat Bayern und der Stadt München, finanziert. Daneben gibt es aber auch eine Reihe von Museen, die von Privatleuten, Firmen oder Stiftungen getragen werden. Zu den bedeutendsten dieser Einrichtungen gehören das Valentin-Karlstadt-Musäum im Isartor, die Sammlung Goetz in Oberföhring, das MVG Museum in der ehemaligen Trambahn-Hauptwerkstätte im Stadtteil Ramersdorf sowie das Firmenmuseum von BMW und das Alpine Museum des Deutschen Alpenvereins.
Der Begriff „Museum“ ist in Deutschland nicht geschützt, die Verwendung nicht gesetzlich reglementiert. Seitens der Eigentümer von Sammlungen oder Ausstellungen kann die Bezeichnung „Museum“ nach eigenem Gutdünken verwendet werden. Das International Council of Museums definiert ein Museum als „eine gemeinnützige, ständige, der Öffentlichkeit zugängliche Einrichtung […] die zu Studien-, Bildungs- und Unterhaltungszwecken materielle Zeugnisse von Menschen und ihrer Umwelt beschafft, bewahrt, erforscht, bekannt macht und ausstellt“. Dementsprechend werden in dieser Liste nur Einrichtungen aufgeführt, die über eine eigene Sammlung verfügen und diese in für die Öffentlichkeit zugänglicher Weise ausstellen. Nicht aufgeführt werden reine Ausstellungshäuser wie beispielsweise das Haus der Kunst, die Kunsthalle der Hypo-Kulturstiftung oder das Lothringer13, die ausschließlich Werke ausstellen, die sich nicht im Besitz der Institution befinden.

## Aktuelle Museen
- Name (Lage): Name des Museums, sowie ein Link zu Lagekarten.
- Kurzbeschreibung: Themengebiet des Museums bzw. kurze Beschreibung der Ausstellung.
- Jahr: Jahr, in dem das jeweilige Museum eröffnet bzw. die Sammlung gegründet wurde.
- Träger: Der jeweilige Träger des Museums.
- Gebäude: Das Gebäude, in dem sich das Museum befindet; sofern es in einem eigenständigen Bauwerk untergebracht ist enthält die Spalte kurze Informationen zum heutigen Gebäude.
- Stadtteil: Der Stadtteil, in dem das Museum liegt, siehe dazu auch Liste der Stadtteile Münchens.
- Link: Link zum jeweiligen Internetauftritt des Museums, oder, falls dieser nicht vorhanden ist, zum städtischen Portal muenchen.de bzw. der Webseite der Landesstelle für die nichtstaatlichen Museen in Bayern. Der Link dient jeweils auch als Beleg für die in der Zeile gemachten Angaben.

| Name (Lage)                                                              | Kurzbeschreibung | Jahr                          | Träger                                                                                         | Gebäude | Stadtteil                   | Bild           | Link          |
| ------------------------------------------------------------------------ | --- | ----------------------------- | ---------------------------------------------------------------------------------------------- | --- | --------------------------- | -------------- | ------------- |
| Alpines Museum (Lage)                                                    | Geschichte des Alpinismus; dargestellt mit Gemälden, Zeichnungen, Dokumenten, Fotos und Ausrüstungsgegenständen | 1911                          | Deutscher Alpenverein                                                                          | Ehemaliges Café und Restaurant Isarlust auf der Praterinsel                                                    | Lehel                       | weitere Bilder |               |
| Alte Pinakothek (Lage)                                                   | Gemälde von Ende des 14. bis zur Mitte des 18. Jahrhunderts; Teil der Bayerischen Staatsgemäldesammlungen | 1836                          | Freistaat Bayern                                                                               | Bei Fertigstellung größter Museumsbau der Welt                                                                 | Maxvorstadt (Kunstareal)    | weitere Bilder |               |
| Archäologische Staatssammlung (Lage)                                     | Vor- und Frühgeschichte Mitteleuropas; dargestellt anhand von Grabungsfunden wie Alltagsgegenständen, Figuren und Grabbeigaben | 1885                          | Freistaat Bayern                                                                               | errichtet 1976                                                                                                 | Lehel                       | weitere Bilder |               |
| Architekturmuseum der Technischen Universität München (Lage)             | Zeichnungen, Fotografien und Modelle mit Architekturbezug; Schwerpunkt ist die deutsche Architektur des 19. und 20. Jahrhunderts. | 1868                          | Fakultät für Architektur der Technischen Universität München                                   | Pinakothek der Moderne                                                                                         | Maxvorstadt (Kunstareal)    |                |               |
| Archive Artist Publications (Lage)                                       | Künstlerbücher, Künstlerzeitschriften, Zines, Multiples, Ephemera; Schwerpunkt ist die Kunst ab den 80er Jahren bis heute. | 1980                          | Privat                                                                                         | Im Untergeschoss eines Privathauses (Türkenstraße 60)                                                          | Maxvorstadt (Kunstareal)    |                |               |
| Artothek der Stadt München (Lage)                                        | Ein kontinuierliches Ausstellungsprogramm im Bildersaal zeigt die Werke vorwiegend Münchner Künstler. Im Verleih können gegen eine günstige Gebühr Kunstwerke für Privatwohnungen und Büros ausgeliehen werden.                                                                 | 1986                          | Landeshauptstadt München                                                                       | Räume im Münchner Stadtmuseum                                                                                  | Altstadt                    |                |               |
| Bayerisches Nationalmuseum (Lage)                                        | Bedeutende Sammlung von Skulpturen und Gemälden vom Mittelalter bis zum Jugendstil; regionales (Kunst-)Handwerk | 1855                          | Freistaat Bayern                                                                               | errichtet 1894 bis 1900 nach Plänen von Gabriel von Seidl                                                      | Lehel                       | weitere Bilder |               |
| FC Bayern Erlebniswelt (Lage)                                            | Vereinsmuseum; Dauerausstellung zur Clubgeschichte und Sonderausstellungen | 2012                          | FC Bayern München                                                                              | in der Allianz Arena                                                                                           | Schwabing-Freimann          |                |               |
| Bier- und Oktoberfestmuseum (Lage)                                       | Geschichte des Bieres sowie des Oktoberfestes | 2005                          | Edith-Haberland-Wagner Stiftung                                                                | Bürgerhaus aus dem Jahr 1327                                                                                   | Altstadt                    | weitere Bilder |               |
| BMW Group Classic (Lage)                                                 | Klassische Automobile und Motorräder der Marken BMW, MINI und Rolls-Royce | 2016                          | BMW                                                                                            | Eine der 1918 errichteten ersten Werkshallen von BMW samt historischem Torgebäude in der Moosacher Straße 80   | Am Riesenfeld               |                |               |
| BMW-Museum (Lage)                                                        | Geschichte des Unternehmens sowie Entwicklung seiner Produkte | 1972                          | BMW                                                                                            | auf dem Gelände der BMW-Zentrale, nach Plänen von Karl Schwanzer (sog. Salatschüssel)                          | Milbertshofen               | weitere Bilder |               |
| BMW Welt (Lage)                                                          | Kombinierte Ausstellungs-, Auslieferungs-, Erlebnis-, Museums- und Eventstätte | 2007                          | BMW                                                                                            | Coop Himmelb(l)au                                                                                              | Milbertshofen               | weitere Bilder |               |
| Borstei-Museum (Lage)                                                    | Geschichte der Borstei und Wirken des Borsteigründers Bernhard Borst und seiner Frau Erna Borst | 2006                          | Privat                                                                                         | Borstei | Moosach                     |                |               |
| Brauereimuseum der Spaten-Franziskaner-Bräu und Löwenbräu (Lage)         | Geschichte des Bieres und der am Museum beteiligten Brauereien | 2007                          | Spaten-Löwenbräu-Gruppe                                                                        | ehemaliger Hopfenkeller des Spatenbräu-Stammsitzes                                                             | Maxvorstadt                 |                |               |
| Das Kartoffelmuseum (alter Standort, derzeit geschlossen, Umzug geplant) | Geschichte der Kartoffel und des Unternehmens Pfanni; Kunstwerke rund um das Thema Kartoffel | 1996                          | Stiftung Otto Eckart                                                                           | Gelände des ehemaligen Pfanni-Werkes                                                                           | Berg am Laim                |                |               |
| Deutsches Jagd- und Fischereimuseum (Lage)                               | Geschichte der Jagd und der Fischerei (mit dem Schwerpunkt Süßwasser) von der Steinzeit bis zur Gegenwart; gezeigt anhand von präparierten Tieren, Waffen, Werkzeugen und künstlerischen Darstellungen                                                                          | 1934                          | Stiftung                                                                                       | Augustinerkirche                                                                                               | Altstadt                    | weitere Bilder |               |
| Deutsches Museum (Lage)                                                  | Offizieller Name: Deutsches Museum von Meisterwerken der Naturwissenschaft und Technik; größtes naturwissenschaftlich-technisches Museum der Welt, das mit Originalobjekten, Modellen und Simulationen die Funktionsweise und Geschichte technischer Entwicklungen präsentiert. | 1903                          | Anstalt des öffentlichen Rechts                                                                | ab 1906 nach Plänen von Gabriel von Seidl erbaut, der Bau dauerte über 20 Jahre                                | Isarvorstadt                | weitere Bilder |               |
| Deutsches Theatermuseum (Lage)                                           | Geschichte des Theaters; u. a. mit Graphiken, Fotografien, Bühnenbildmodellen, Kostümentwürfen, Requisiten und Programmheften | 1910                          | Freistaat Bayern                                                                               | Churfürstliche Galerie am Hofgarten                                                                            | Altstadt                    | weitere Bilder |               |
| Die Neue Sammlung (Lage)                                                 | Industrie-, Produkt- und Grafikdesign des 20. und 21. Jahrhunderts | 1907                          | Freistaat Bayern                                                                               | Pinakothek der Moderne                                                                                         | Maxvorstadt (Kunstareal)    |                |               |
| Erinnerungsort Olympia-Attentat (Lage)                                   | Stellt die Opfer und das Geschehen der Geiselnahme von München am 5. September 1972 während der Olympischen Sommerspiele in München dar. | 2017                          |                                                                                                | | Am Riesenfeld (Olympiapark) |                |               |
| Erwin von Kreibig-Museum (Lage)                                          | Werke von Erwin von Kreibig, einem Maler, Zeichner und Grafiker, der in der ersten Hälfte des 20. Jahrhunderts in München lebte | 1991                          | Stiftung Erwin von Kreibig                                                                     | Schloss Nymphenburg (Südliches Schlossrondell)                                                                 | Nymphenburg                 |                |               |
| Feuerwehrmuseum München (Lage)                                           | Geschichte und Technik der Brandbekämpfung mit Schwerpunkt auf die Münchner Feuerwehren | 1979 (Umbau bis Ende 2024)    | Stadt München                                                                                  | Hauptfeuerwache (Feuerwache 1)                                                                                 | Altstadt                    | weitere Bilder |               |
| Filmmuseum München (Lage)                                                | Geschichte des Films mit Schwerpunkt München; Im zugehörigen Kino werden täglich Retrospektiven, Filmreihen und Stummfilme mit Live-Musik gezeigt. | 1963                          | Stadt München                                                                                  | Münchner Stadtmuseum                                                                                           | Altstadt                    | weitere Bilder |               |
| GedenkStätte Weiße Rose (Lage)                                           | Dauerausstellung zum Widerstand der Weißen Rose gegen den Nationalsozialismus, zudem jährlich wechselnde Sonderausstellungen zu den einzelnen Mitgliedern und Sympathisanten der Gruppe.                                                                                        | 1997                          | Weiße Rose Stiftung                                                                            | Ludwig-Maximilians-Universität                                                                                 | Maxvorstadt                 |                |               |
| Archiv Geiger (Lage)                                                     | künstlerisches Werk von Willi und Rupprecht Geiger | 2010                          | Privat                                                                                         | Ehemalige Atelierräume in der Muttenthalerstraße 26                                                            | Solln                       |                |               |
| Geologisches Museum München (Lage)                                       | Teil der Staatssammlung für Paläontologie und Geologie; u. a. mit Dauerausstellungen zur Entstehung und zum Aufbau der Erde sowie zur Entstehung von Bodenschätzen | 1843 (?)                      | Freistaat Bayern                                                                               | Institut für Allgemeine und Angewandte Geologie der LMU                                                        | Maxvorstadt                 | weitere Bilder |               |
| Glyptothek (Lage)                                                        | Antike griechische und römische Bildhauerkunst von 560 vor bis 400 nach unserer Zeitrechnung; Ausgestellt sind zahlreiche Originale sowie Kopien klassischer Meisterwerke. | 1830                          | Freistaat Bayern                                                                               | Errichtet von 1816 bis 1830 nach Plänen von Leo von Klenze                                                     | Maxvorstadt                 | weitere Bilder |               |
| Haidhausen-Museum (Lage)                                                 | Geschichte des 1854 eingemeindeten Münchner Stadtteils Haidhausen | 1977                          | Privat                                                                                         | Dreigeschossiges, denkmalgeschütztes Vorstadthaus von 1862                                                     | Haidhausen                  |                |               |
| Jüdisches Museum München (Lage)                                          | Geschichte und Kultur der jüdischen Bewohner Münchens | 2007                          | Stadt München                                                                                  | Jüdisches Zentrum                                                                                              | Altstadt                    | weitere Bilder |               |
| Kinder- und Jugendmuseum München (Lage)                                  | Interaktive Wechselausstellungen für Kinder zu Kunst, Kultur, Geschichte und Natur | 1990                          | Verein im Auftrag der Stadt München                                                            | Hauptbahnhof                                                                                                   | Ludwigsvorstadt             | weitere Bilder |               |
| Kunstsammlung des Herzoglichen Georgianums (Lage)                        | Insbesondere kirchliche Kunst wie Gemälde und liturgische Geräte von der Romanik bis ins 19. Jahrhundert; Zudem Skulpturen der Spätgotik mit Schwerpunkt Allgäu. | 1986                          | Stiftung Herzogliches Georgianum                                                               | Herzogliches Georgianum                                                                                        | Maxvorstadt                 | weitere Bilder |               |
| Lapidarium im Alten Südfriedhof (Lage)                                   | Skulpturen, Büsten und Bronzetafeln aus dem Fundus des Friedhofs vermitteln die Geschichte und Architektur der historisch bedeutendsten Münchner Begräbnisstätte. | 2009                          | Stadt München/Stiftung der Stadtsparkasse München                                              | Aussegnungshalle des Alten Südfriedhofs                                                                        | Isarvorstadt                |                |               |
| LeseMuseen der Internationalen Jugendbibliothek (Lage)                   | Vier Museen über die Autoren Michael Ende, James Krüss und Erich Kästner sowie die Illustratorin Binette Schroeder; u. a. mit persönlichen Gegenständen aus den Nachlässen der dargestellten Personen                                                                           | 1998                          | Stiftung (Internationale Jugendbibliothek)                                                     | Schloss Blutenburg                                                                                             | Obermenzing                 |                |               |
| Marstallmuseum Nymphenburg (Lage)                                        | Historische Prunkwagen und -schlitten sowie zugehörige Ausrüstung wie bspw. Pferdegeschirre | 1952                          | Bayerische Verwaltung der staatlichen Schlösser, Gärten und Seen                               | Schloss Nymphenburg (ehemalige Hofstallungen)                                                                  | Nymphenburg                 | weitere Bilder |               |
| Münchner Kaiserburg (Lage)                                               | Dauerausstellung im Untergeschoss zur Stadtgeschichte Münchens mit einem freigelegten Teil der Burgmauer | 2007                          | Landesstelle für die nichtstaatlichen Museen in Bayern                                         | im Alten Hof                                                                                                   | Altstadt                    | weitere Bilder |               |
| Münchner Sanitätsmuseum (Lage)                                           | Geschichte der Münchner Sanitäter | 1999                          | Bayerisches Rotes Kreuz (Kreisverband München)                                                 | ehemalige Feuerwache 2                                                                                         | Thalkirchen                 |                |               |
| Münchner Stadtmuseum (Lage)                                              | Beherbergt neben Dauer- und Wechselausstellungen zur Geschichte der Stadt München auch Fotografie- und Musikinstrumenten-Sammlungen sowie eine Ausstellung zu Puppentheatern und Schaustellerei                                                                                 | 1888                          | Stadt München                                                                                  | ehemaliger Marstall und Zeughaus der Stadt München                                                             | Altstadt                    | weitere Bilder |               |
| Museum Brandhorst (Lage)                                                 | Werke von Mitte des 20. Jahrhunderts bis zur Gegenwart; U.a. zahlreiche Arbeiten von Cy Twombly und Andy Warhol; Teil der Bayerischen Staatsgemäldesammlungen | 2009                          | Freistaat Bayern                                                                               | nach Plänen von Sauerbruch Hutton                                                                              | Maxvorstadt                 | weitere Bilder |               |
| Museum der Marianischen Männerkongregation (Lage)                        | Enthält neben einer Ausstellung zum Leben und Wirken von Pater Rupert Mayer eine Darstellung der Geschichte der Kongregation und zahlreiche historische Kunstwerke, die der Gemeinschaft gespendet wurden.                                                                      | 2008                          | Marianische Männerkongregation                                                                 | Bürgersaal | Altstadt                    |                |               |
| Museum Fünf Kontinente (Lage)                                            | Außereuropäische Kunst; die Schwerpunkte des Bestände liegen in Asien, West- und Zentralafrika, Mittel- und Südamerika sowie Ozeanien. | 1868                          | Freistaat Bayern                                                                               | ursprünglich von Eduard Riedel für das Nationalmuseum entworfen, gebaut von 1859 bis 1865                      | Lehel                       | weitere Bilder |               |
| Museum für Abgüsse Klassischer Bildwerke (Lage)                          | Originalgetreue Abgüsse von griechischen und römischen Skulpturen vom 7. Jahrhundert vor bis zum 5. Jahrhundert nach unserer Zeitrechnung. | 1869                          | Freistaat Bayern                                                                               | Münchner Haus der Kulturinstitute                                                                              | Maxvorstadt                 |                |               |
| Museum für Moderne Kunst München                                         | Virtuelles imaginäres Museum (Ursprünglich ein Kunstprojekt) | 1991                          | Hans-Peter Porzner                                                                             | Internet |                             |                |               |
| Museum Mensch und Natur (Lage)                                           | Entstehung des Sonnensystems sowie die Geschichte der Erde und des Lebens; dargestellt durch Originalobjekte, Nachbildungen, Modelle und audiovisuelle Programme. | 1990                          | Freistaat Bayern                                                                               | Schloss Nymphenburg                                                                                            | Nymphenburg                 | weitere Bilder |               |
| Museum of Urban and Contemporary Art (Lage)                              | Museum für Urban Art und Street Art | 2016                          |                                                                                                | | Altstadt                    |                |               |
| Museum Peter Gehring (Lage)                                              | Kunst- und Architekturmuseum mit Skulpturengarten, erbaut von Gustav Gsaenger, Gartengestaltung von Alfred Reich, Ausstellung der Werke Peter Gehrings | 1950/2015                     | Privat                                                                                         | ehemaliges Wohnhaus mit Garten des Gartenarchitekten Alfred Reich                                              | Untermenzing                |                |               |
| Museum Mineralogia München (Lage)                                        | Teil der Mineralogischen Staatssammlung; Ausgestellt werden Mineralien, Edelsteine, Edelmetalle und Meteoriten; In Wechselausstellungen werden zudem Kunstwerke rund um das Themengebiet Mineralogie präsentiert.                                                               | 1858                          | Freistaat Bayern                                                                               | Fakultät für Mathematik der LMU                                                                                | Maxvorstadt (Kunstareal)    | weitere Bilder |               |
| Museum Villa Stuck (Lage)                                                | Architektur und Ausstattung des 1897/98 errichteten Gebäudes von Franz von Stuck; gezeigt werden zudem Ausstellungen von Künstlern vor allem aus dem 19. Jahrhundert. | 1992                          | Stadt München                                                                                  | Villa Stuck | Bogenhausen                 | weitere Bilder |               |
| Ehemaliges Museum Witt (Lage)                                            | Die Sammlung enthielt mit dem Bestand der Zoologischen Staatssammlung München ca. 10 Mio. Schmetterlinge und stellt als Bestand der Staatssammlung die weltweit umfangreichste Sammlung an „spinnerartigen“ Nachtfaltern dar.                                                   | 1980                          | Freistaat Bayern                                                                               | Privathaus in Schwabing                                                                                        | Schwabing                   |                |               |
| MVG Museum (Lage)                                                        | Geschichte der Öffentlichen Nahverkehrs in München, u. a. mit historischen Straßenbahnen und Omnibussen | 2007                          | Münchner Verkehrsgesellschaft                                                                  | ehemalige Trambahn-Hauptwerkstätte                                                                             | Ramersdorf                  | weitere Bilder |               |
| Neue Pinakothek (Lage)                                                   | Gemälden und Skulpturen vom späten 18. bis zum frühen 20. Jahrhundert; Teil der Bayerischen Staatsgemäldesammlungen | 1853                          | Freistaat Bayern                                                                               | Postmoderner Bau, 1975 bis 1981 nach Plänen Alexander von Brancas errichtet                                    | Maxvorstadt (Kunstareal)    | weitere Bilder |               |
| NS-Dokumentationszentrum (Lage)                                          | Auseinandersetzung mit der Geschichte und den Folgen des NS-Regimes am historisch-authentischen Ort des ehemaligen Braunen Hauses und der Rolle Münchens als „Hauptstadt der Bewegung“                                                                                          | 2015                          | Landeshauptstadt München gemeinsam mit dem Freistaat Bayern und der Bundesrepublik Deutschland | Neubau | Maxvorstadt                 | weitere Bilder |               |
| Paläontologisches Museum (Lage)                                          | Entwicklung von Wirbeltieren und Vögeln, gezeigt anhand von Versteinerungen sowie Skeletten von Dinosauriern, Urelefanten und Urvögeln; das Museum ist Teil der Bayerischen Staatssammlung für Paläontologie und Geologie.                                                      |                               | Freistaat Bayern                                                                               | Neubarockbau der ehem. Kunstgewerbeschule; errichtet 1899 bis 1902 von Leonhard Romeis                         | Maxvorstadt (Kunstareal)    | weitere Bilder |               |
| Polizeimuseum (Lage)                                                     | Geschichte der Polizeiarbeit in München und bedeutende historische Kriminalfälle der Region | 1904 (Sammlung) 2011 (Museum) | Verein                                                                                         | Polizeipräsidium München                                                                                       | Altstadt                    |                |               |
| Porzellanmuseum München (Lage)                                           | Werke der Porzellanmanufaktur Nymphenburg seit 1747 („Sammlung Bäuml“). | 1986                          | Bayerische Verwaltung der staatlichen Schlösser, Gärten und Seen                               | Schloss Nymphenburg (ehemalige Hofstallungen)                                                                  | Nymphenburg                 | weitere Bilder |               |
| Privatmuseum Goldschagg für Druck- und Satztechnik (Lage)                | Geschichte und Technik des Bleisatzes | 1997                          | Privat (Christian Goldschagg)                                                                  | eingeschossiges Gewerbegebäude                                                                                 | Trudering                   | weitere Bilder | (PDF; 339 kB) |
| Puppenmuseum (Lage)                                                      | Historische, bis zu über 100 Jahre alte Puppen | 1987                          | Privat                                                                                         | Privates Wohnhaus                                                                                              | Freimann                    |                |               |
| Residenzmuseum (Lage)                                                    | Das Museum umfasst die öffentlich zugänglichen Räume des Gebäudekomplexes, der von 1508 bis 1918 Wohn- und Regierungssitz der Wittelsbacher – und damit lange ein wesentliches Zentrum der weltlichen Macht in Bayern – war.                                                    | 1920                          | Bayerische Verwaltung der staatlichen Schlösser, Gärten und Seen                               | Residenz | Altstadt                    | weitere Bilder |               |
| Rockmuseum Munich (Lage)                                                 | Rock- und Popgeschichte; Ausgestellt werden Originalgegenstände verschiedener Musiker wie z. B. Kleidungsstücke von Jim Morrison oder Gitarren von Queen, Kiss und den Rolling Stones.                                                                                          | 2004                          | Privat                                                                                         | Olympiaturm | Milbertshofen               |                |               |
| Sammlung Bollert (Lage)                                                  | Mittelalterliche Skulpturen, im Wesentlichen süddeutsche Bildwerke der Spätgotik. | 2005                          | Freistaat Bayern                                                                               | Bayerisches Nationalmuseum                                                                                     | Lehel                       |                |               |
| Sammlung Café Luitpold (Lage)                                            | Geschichte der Kaffeehauskultur und des Café Luitpold | 2004                          | Privat                                                                                         | Café Luitpold                                                                                                  | Altstadt                    |                |               |
| Sammlung Goetz (Lage)                                                    | Sammlung internationaler, zeitgenössischer Kunst; Bestehend aus Zeichnungen, Gemälden, Grafiken, Fotografien, Video- und Filmarbeiten | 1993                          | Privat                                                                                         | vom Büro Herzog & de Meuron entworfen                                                                          | Oberföhring                 | weitere Bilder |               |
| Sammlung Moderne Kunst (Lage)                                            | Gemälde, Skulpturen und Fotografien des 20. Jahrhunderts; Teil der Bayerischen Staatsgemäldesammlungen | nach 1945                     | Freistaat Bayern                                                                               | Pinakothek der Moderne                                                                                         | Maxvorstadt (Kunstareal)    |                |               |
| Sammlung Schack (Lage)                                                   | Werke deutscher Maler des 19. Jahrhunderts und Kopien nach Gemälden Alter Meister; Teil der Bayerischen Staatsgemäldesammlungen | 1909                          | Freistaat Bayern                                                                               | nach Plänen Max Littmanns 1907 für die Preußische Gesandtschaft errichtet                                      | Lehel                       | weitere Bilder |               |
| Schatzkammer der Residenz (Lage)                                         | Goldschmiedekunst seit der Spätantike; darunter Orden, Schmuck, Pokale, Tafelgeschirr und Insignien bayerischer Herrscher. | 1565                          | Bayerische Verwaltung der staatlichen Schlösser, Gärten und Seen                               | Residenz | Altstadt                    | weitere Bilder |               |
| SiemensForum (Lage)                                                      | Geschichte und bedeutende technische Entwicklungen des Unternehmens (zurzeit geschlossen; Wiedereröffnung nach Umzug) | 1916                          | Siemens                                                                                        | Büro- und Verwaltungsgebäude, errichtet Ende der 1990er Jahre nach Plänen von Richard Meier                    | Maxvorstadt                 | weitere Bilder |               |
| Spielzeugmuseum (Lage)                                                   | Spielzeuge, vorwiegend aus dem frühen 20. Jahrhundert | 1983                          |                                                                                                | Altes Rathaus                                                                                                  | Altstadt                    | weitere Bilder |               |
| Staatliche Antikensammlungen (Lage)                                      | Griechische, römische und etruskische Kunst, u. a. Griechische Vasen von 1400 bis 300 vor unserer Zeitrechnung und Etruskischer Goldschmuck aus dem 5. und 6. Jahrhundert v. u. Z.                                                                                              | 1967                          | Freistaat Bayern                                                                               | 1838 bis 1848 gemäß Plänen von Georg Friedrich Ziebland erbaut; Vorbild waren griechische Tempel               | Maxvorstadt                 | weitere Bilder |               |
| Staatliche Graphische Sammlung München (Lage)                            | Zeichenkunst und Druckgraphik vom 15. Jahrhundert bis zur Moderne | 1758                          | Freistaat Bayern                                                                               | Pinakothek der Moderne bzw. Haus der Kulturinstitute                                                           | Maxvorstadt (Kunstareal)    |                |               |
| Staatliche Münzsammlung München (Lage)                                   | Münzen, Geldscheine, Wertpapiere, Medaillen und geschnittene Steine von der Antike bis zur Gegenwart. | 1550                          | Freistaat Bayern                                                                               | Residenz | Altstadt                    | weitere Bilder |               |
| Staatliches Museum Ägyptischer Kunst (Lage)                              | Kunst des Alten Ägyptens und benachbarter Kulturen | 1966                          | Freistaat Bayern                                                                               | Gebäude Ecke Gabelsberger – / Arcisstraße, das es sich mit der Hochschule für Fernsehen und Film München teilt | Maxvorstadt (Kunstareal)    | weitere Bilder |               |
| Städtische Galerie im Lenbachhaus (Lage)                                 | Werke von in München tätigen Künstlern vom 15. bis Anfang des 20. Jahrhunderts; U.a. von Mitgliedern des Blauen Reiters und von Franz von Lenbach. Dazu kommen Wechselausstellungen auch zeitgenössischer Künstler.                                                             | 1929                          | Stadt München                                                                                  | Lenbachhaus | Maxvorstadt (Kunstareal)    | weitere Bilder |               |
| Sudetendeutsches Museum (Lage)                                           | Kultur und Geschichte der Deutschen in Böhmen, Mähren und Sudetenschlesien, Vertreibung 1945, Aufnahme der Flüchtlinge in Bayern | 2020                          | Sudetendeutsche Stiftung                                                                       | ehemalige Wallenstein-Stuben                                                                                   | Au                          | weitere Bilder |               |
| Üblackerhäusl-Herbergenmuseum (Lage)                                     | Leben einer Tagelöhner-Familie in den Münchner Vororten im 19. Jahrhundert anhand historisch eingerichteter Wohn- und Schlafräume | 1980                          | Stadt München                                                                                  | Üblacker-Häusl                                                                                                 | Haidhausen                  | weitere Bilder |               |
| Valentin-Karlstadt-Musäum (Lage)                                         | Leben und Wirken des Münchner Komikers, Volkssängers, Filmproduzenten und Autors Karl Valentin und seiner Partnerin Liesl Karlstadt; u. a. mit persönlichen Gegenständen, Originaldokumenten, Fotografien und Filmen der porträtierten Personen.                                | 1959                          | Privat                                                                                         | Isartor | Altstadt                    | weitere Bilder |               |
| Verkehrszentrum (Lage)                                                   | Dependance des Deutschen Museums zu Geschichte und Technik von Verkehr und Mobilität. Ausgestellt werden Eisenbahnen, Kraftfahrzeuge, Straßenbahnen und Fahrräder. | 2003                          | Anstalt des öffentlichen Rechts                                                                | Alte Messe München                                                                                             | Schwanthalerhöhe            | weitere Bilder |               |
| Vermessen in Bayern (Lage)                                               | Geschichte der Geodäsie und der Bayerischen Vermessungsverwaltung | 1999                          | Freistaat Bayern                                                                               | Landesamt für Digitalisierung, Breitband und Vermessung Bayern                                                 | Lehel                       | weitere Bilder |               |

## Ehemalige Museen

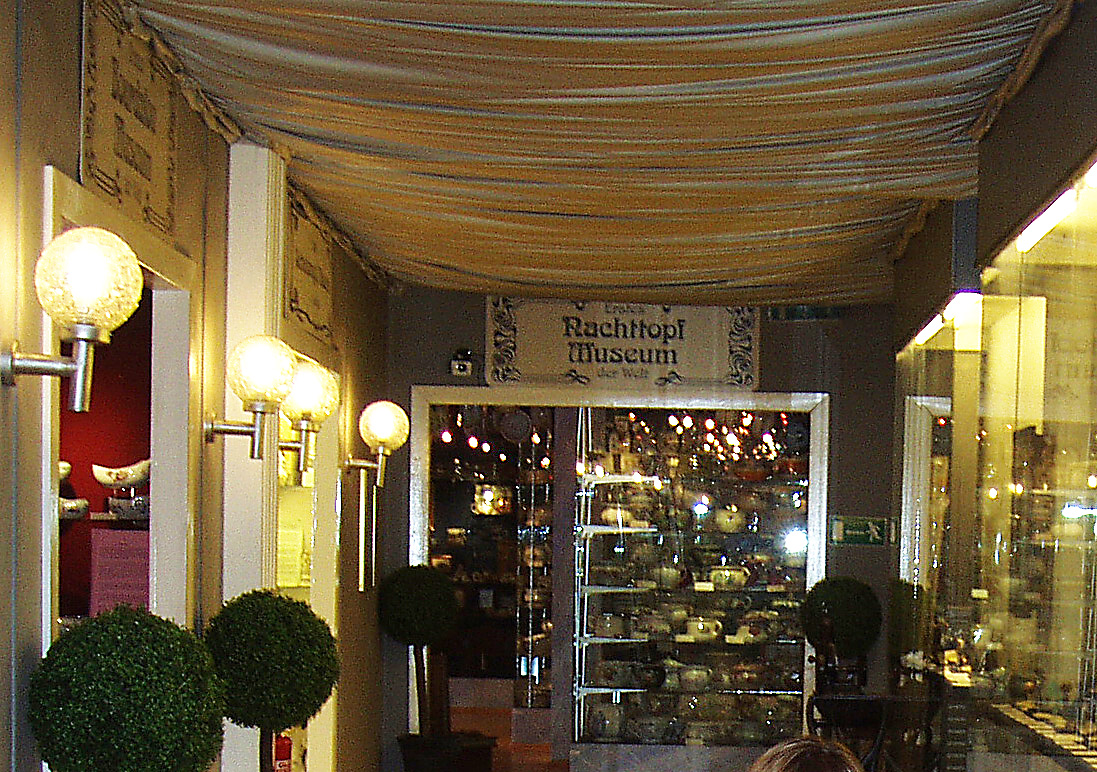
Eingangsbereich des Zentrums für Außergewöhnliche Museen

Im Laufe der Zeit mussten mehrere, meist kleinere, Museen schließen. Diese Aufzählung beschränkt sich auf Museen, deren Wirken auf Webseiten oder in der Literatur dokumentiert ist.
- Zu den bekanntesten Betroffenen gehört das Zentrum für Außergewöhnliche Museen (Standort), das in seinem Haus in der Münchner Innenstadt nahe dem Isartor sieben kulturgeschichtliche Museen vereinte, bspw. zu Tretautos, Nachttöpfen und Osterhasen. Die privat geführte Einrichtung schloss 2005, im 21. Jahr ihres Bestehens.[9][10]

- Nähe des Heimeranplatzes stellte die Strobel Spezialmaschinen GmbH von 1972 bis in die 1990er Jahre die Sammlung des Unternehmensgründers und dessen Nachfahren im Historischen Nähmaschinen- und Bügeleisenmuseum (Standort) aus.[11]

- Die Stadtwerke München betrieben ab 1981 in Schwabing nähe der Münchner Freiheit ein Zählermuseum (Standort), die Sammlung wurde 2003 in die Physikalisch-Technischen Bundesanstalt nach Braunschweig verlegt.[12][13]

- Die Geschichte der Braukunst beleuchtete das Deutsche Brauereimuseum, das ab 1952 mehrere Jahrzehnte mit einer Dauerausstellung im Stadtmuseum am St.-Jakobs-Platz vertreten war.[14]

- 2009 zog die 2002 gegründete Abteilung Großrechner des Computermuseum München, die sich bis dahin im Stadtteil Forstenried (Standort) befand, auf das Gelände der Bundeswehruniversität in Neubiberg am südöstlichen Münchner Stadtrand.[15][16]

- Das Bayerische Armeemuseum befand sich von seiner Gründung 1879 bis 1969 in München. Die Reste des im Zweiten Weltkrieg weitgehend zerstörten Gebäudes wurden von 1989 bis 1993 zur neuen Bayerischen Staatskanzlei umgebaut. Das Museum selbst fand von 1946 bis 1969 vorübergehend unter dem Dach des Bayerischen Nationalmuseums ein Zuhause und wurde dann nach Ingolstadt verlegt, wo es 1972 wiedereröffnet wurde.